# Focilide
Focilide di Mileto (in greco antico: Φωκυλίδης?, Phōkylídēs; Mileto, VI secolo a.C. – ...) è stato un poeta elegiaco greco antico.

## Biografia
Focilide sarebbe stato attivo nella seconda metà del VI secolo a.C. (secondo la Suda nacque nel quadriennio 544-541 a.C. e fu contemporaneo di Teognide); di lui non si sa pressoché nulla, anche se sono giunti numerosi frammenti della sua opera. Isocrate lo citò come uno dei migliori consiglieri per la vita umana assieme ad Esiodo e Teognide. Suoi componimenti furono citati da Platone e da Aristotele e fu accostato a Teognide anche da Dione Crisostomo e da Ateneo di Naucrati.

## Opere
La Suda afferma che Focilide scrisse versi epici ed elegie. Di una delle sue opere, conosciuta con differenti titoli (Παραινέσεις, "Incitazioni"; Γνῶμαι, "Massime"; Κεφάλαια, "Capitoli"), si sono conservati 18 frammenti (16 in esametri e 2 in metro elegiaco): ogni capitolo (in greco antico: κεφάλαιον?), di contenuto gnomico, iniziava coll'espressione "καὶ τόδε Φωκυλίδεω" ("anche questo è di Focilide"), ancora presente in 4 dei frammenti conservati.
Il frammento più ampio, in 4 distici elegiaci richiama, in breve, la celebre satira sulle donne di Semonideː
di queste stirpi discendon le donneː 

l'una di cagna e l'altra di ape,

l'una di scrofa irsuta, e di giumenta

dal lungo crine un'altra.

Questa è forte, veloce, sempre in giro,

la migliore d'aspetto; quella, invece,

di scrofa irsuta né cattiva è, né buona;

quella di cagna è un danno ed è selvatica,

quella dell'ape è economa ed è buona

e sa fare i servizi; caro amico,

con questa io ti auguro gran nozze.»
(trad. A. D'Andria)
A differenza della satira giambica di Semonide, sembra che lo scopo di questa composizione non sia quello di divertire, ma parenetico, ossia di dare un preciso consiglio matrimoniale, enumerando sin dall'inizio le tipologie femminili con precise enumerazioni.

### Pseudo-Focilide
A Focilide venne attribuito anche un poemetto didattico di 217 esametri, di solito indicato come Ποίημα νουθετικόν, in realtà attribuibile all'età ellenistica, in quanto contenente precetti estratti dall'Antico Testamento; l'attribuzione a Focilide dimostra proprio la fama di cui il poeta godeva per le sue massime. L'autore di questo testo viene ora indicato come Pseudo-Focilide.
Jacob Bernays, nel 1856, lo identificò come pseudepigrafo, dipendente dai precetti contenuti Settanta, sebbene non faccia riferimenti diretti né alla Bibbia ebraica né al giudaismo. Studi testuali e linguistici indicano che l'opera è stata originariamente scritta in greco, tra il 100 a.C. e il 100 d.C., sebbene i più antichi manoscritti sopravvissuti risalgano al X secolo d.C. e parti del poemetto sono state incorporate negli Oracoli sibillini.

## Il mondo poetico e concettuale di Focilide
I versi di Focilide, a differenza di quelli di Teognide, sono in esametri e non in metro elegiaco, quindi probabilmente non venivano cantati col sottofondo del flauto, bensì recitati, e non singolarmente, ma in concatenazioni formate da più capitoli, ognuno introdotto da "καὶ τόδε Φωκυλίδεω".
Secondo Martin L. West l'autore pensò fin dall'inizio alla sua opera come a un organismo unitario e inserì la formula "καὶ τόδε Φωκυλίδεω" all'inizio di ogni capitolo al fine di sottolineare che ognuno di essi era un'aggiunta ("καὶ τόδε", "anche questo") alla serie dei capitoli precedenti; la ripetizione della fonte della citazione ("Φωκυλίδεω", "di Focilide"), tipica anche di altre raccolte di massime presso diversi popoli indoeuropei, serve a far notare quanto essa sia degna di fede, quindi a rendere più attendibili i consigli contenuti nelle massime stesse, anche se non è da escludersi che Focilide non fosse l'autore materiale dei componimenti, bensì un saggio il cui nome, garanzia di affidabilità, fu preso a prestito dall'autore dei medesimi - forse un saggio abitante di Mileto della prima metà del VI secolo a.C. che ben presto divenne proverbialeː infatti, a giudicare dai frammenti pervenuti, è probabile che il "καὶ τόδε Δημοδόκου" di Demodoco di Lero fosse una parodia di Focilide di Mileto.